# L'Empreinte du dieu (roman)
L'Empreinte du dieu est un roman écrit par Maxence Van der Meersch publié aux éditions Albin Michel le 20 juillet 1936 et ayant reçu le prix Goncourt la même année.

## Historique
Alors qu'il avait frôlé le prestigieux prix un an auparavant avec Invasion 14, l'auteur reçoit le prix Goncourt par sept voix contre trois.

## Résumé
Le roman raconte l'histoire de Karelina, paysanne dans un village belge des bords de la Lys, où elle vit sous la coupe d'un mari brutal. Quand celui-ci est envoyé en prison pour contrebande, elle part chez un oncle écrivain à Anvers. Bien accueillie dans son nouveau foyer, elle se plie cependant à son devoir en retournant avec son époux lorsque ce dernier est libéré. La détention ne l'a pas amendé, bien au contraire, et l'oncle vient tirer Karelina de là par la force. Elle sera alors obligée de se réfugier dans une maison de campagne en Zélande, où elle n'échappera pas à un destin tragique.

## Analyse
L'Empreinte du dieu abonde de descriptions de la Flandre traditionnelle, la région de la famille paternelle de l'auteur, originaire de Vive-Saint-Éloi.

## Éditions
- L'Empreinte du dieu, éditions Albin Michel, Paris, 1936. Litos, 2023  (ISBN 978-2-3850-6032-9)